# Cabinet Van Agt I
Pour les articles homonymes, voir Cabinet Van Agt.
Royaume des Pays-Bas
Den Uyl Van Agt II
Le cabinet Van Agt I (en néerlandais : Kabinet-Van Agt I) est le gouvernement du Royaume des Pays-Bas entre le 19 décembre 1977 et le 11 septembre 1981, durant la vingt-cinquième législature de la Seconde Chambre des États généraux.

## Coalition et historique
Dirigé par le nouveau Premier ministre chrétien-démocrate Dries van Agt, anciennement ministre de la Justice, ce gouvernement est constitué et soutenu par une coalition de centre-droit entre l'Appel chrétien-démocrate (CDA) et le Parti populaire libéral et démocrate (VVD). Ensemble, ils disposent de 77 représentants sur 150, soit 51,3 % des sièges de la Seconde Chambre.
Il est formé à la suite des élections législatives anticipées du 25 mai 1977.
Il succède donc au cabinet du Premier ministre travailliste Joop den Uyl, constitué et soutenu par une coalition entre le Parti travailliste (PvdA), le Parti populaire catholique (KVP), le Parti antirévolutionnaire (ARP), le Parti politique des radicaux (PPR) et les Démocrates 66 (D'66).

### Formation
Au cours du scrutin parlementaire, le PvdA conquiert plus d'un tiers des sièges et confirme sa position de première force politique néerlandaise. Il est cependant suivi de près par l'Appel chrétien-démocrate (CDA), une alliance unissant le KVP, l'ARP et l'Union chrétienne historique (CHU), les « trois partis confessionnels ».
Le 1er juin 1977, la reine Juliana nomme den Uyl « formateur » et ce dernier entame immédiatement des négociations avec le CDA aux fins de former une « grande coalition ». Il rend son mandat à la souveraine 45 jours plus tard sur un constat d'échec et le PvdA recommande que soit constituée une alliance entre le CDA et le VVD. Désigné « informateur » le 20 juillet, le chrétien-démocrate Wil Albeda estime que cette option n'est pas viable dans son rapport, remis une semaine plus tard.
Juliana rappelle Joop den Uyl le 27 juillet et le charge d'une nouvelle mission de formateur. Les désaccords entre le Parti travailliste et l'Appel chrétien-démocrate se révélant insurmontables au sujet de l'interruption volontaire de grossesse, le Premier ministre sortant doit de nouveau renoncer le 25 août. Le lendemain, l'ancien ministre chrétien-démocrate Gerard Veringa est nommé informateur et aplanit le différend au sujet de l'IVG. Den Uyl lui est adjoint à compter du 2 septembre et un accord de coalition est conclu 20 jours plus tard.
Les discussions achoppent cependant sur la composition du gouvernement : si le PvdA et le CDA sont d'accord pour intégrer à leur alliance les D'66, les travaillistes réclament huit ministères contre sept aux chrétiens-démocrates, alors que ces derniers exigent une égalité entre eux. De plus, le PvdA et les D'66 s'opposent à ce que Dries van Agt occupe de nouveau le ministère de la Justice, étant perçu comme celui qui a bloqué toutes les réformes progressistes sous la précédente législature.
Le 6 octobre, den Uyl renonce de nouveau à rester Premier ministre. La souveraine nomme le 11 octobre informateurs les commissaires de la Reine Koos Verdam et Maarten Vrolijk. Ils apaisent les tensions sur la répartition des départements ministériels et le 26 octobre, Joop den Uyl est rappelé pour former l'exécutif. L'accord conclu est cependant rejeté par le Parti travailliste, qui s'oppose à la répartition des postes et aux noms de certains ministres retenus par les chrétiens-démocrates. Le Premier ministre annonce alors son échec à la reine le 4 novembre.
Quatre jours après, l'ancien secrétaire d'État Wim van der Grinten devient informateur. Constatant que la rupture entre le PvdA et le CDA est définitive, il entreprend de rechercher une coalition entre l'Appel chrétien-démocrate et le Parti populaire libéral et démocrate. Les discussions avancent vite et il rend son mandat le 6 décembre. Van Agt est nommé formateur le 8 décembre et constitue son équipe en dix jours.
Le nouvel exécutif, qui compte 16 ministres dont une femme, est assermenté par la reine Juliana le 19 décembre, soit six mois et 24 jours après les élections législatives. Ce délai de 208 jours constitue alors un record aux Pays-Bas, dépassant celui établi par le cabinet Den Uyl. Il sera dépassé en 2017 par le cabinet Rutte III, qui prête serment 228 jours après le scrutin. C'est la première fois depuis 1946 qu'un gouvernement permanent est formé par seulement deux partis et le dernier cabinet nommé par Juliana, qui abdique en 1980.

### Succession
Il remet sa démission le 26 mai 1981, le jour des élections législatives qui se tiennent à terme. La coalition ayant perdu de peu sa majorité, van Agt met en œuvre l'alliance imaginée par den Uyl et constitue son deuxième cabinet avec le PvdA et les D'66.

## Composition
| Poste                                                                | Titulaire | Titulaire | Parti |
| -------------------------------------------------------------------- | --------- | --- | ----- |
| Premier ministre Ministre des Affaires générales                     |           | Dries van Agt | CDA   |
| Vice-Premier ministre Ministre des Affaires intérieures              |           | Hans Wiegel | VVD   |
| Ministre des Affaires étrangères                                     |           | Chris van der Klaauw | VVD   |
| Ministre de la Coopération pour le développement                     |           | Jan de Koning | CDA   |
| Ministre de la Justice                                               |           | Job de Ruiter | CDA   |
| Ministre de l'Éducation et de la Science                             |           | Arie Pais | VVD   |
| Ministre de la Politique scientifique                                |           | Rinus Peijnenburg (mort le 01/04/1979)                                                                                               | CDA   |
| Ministre de la Politique scientifique                                |           | Leendert Ginjaar a.i. (jusqu'au 04/05/1979)                                                                                          | VVD   |
| Ministre de la Politique scientifique                                |           | Ton van Trier | CDA   |
| Ministre des Finances                                                |           | Frans Andriessen (jusqu'au 22/02/1980)                                                                                               | CDA   |
| Ministre des Finances                                                |           | Gijs van Aardenne a.i. (jusqu'au 04/03/1980)                                                                                         | VVD   |
| Ministre des Finances                                                |           | Fons van der Stee | CDA   |
| Ministre de la Défense                                               |           | Roelof Kruisinga (jusqu'au 05/03/1978) Jan de Koning a.i. (jusqu'au 08/03/1978) Willem Scholten (jusqu'au 25/08/1980) Pieter de Geus | CDA   |
| Ministre du Logement et de l'Aménagement du territoire               |           | Pieter Beelaerts van Blokland (jusqu'au 01/09/1981)                                                                                  | CDA   |
| Ministre du Logement et de l'Aménagement du territoire               |           | Danny Tuijnman (par intérim) | VVD   |
| Ministre des Transports et des Eaux                                  |           | Danny Tuijnman | VVD   |
| Ministre des Affaires économiques                                    |           | Gijs van Aardenne | VVD   |
| Ministre de l'Agriculture et de la Pêche                             |           | Fons van der Stee (jusqu'au 04/03/1980) Gerrit Braks                                                                                 | CDA   |
| Ministre des Affaires sociales et de l'Emploi                        |           | Wil Albeda | CDA   |
| Ministre de la Culture, des Loisirs et du Travail social             |           | Til Gardeniers-Berendsen | CDA   |
| Ministre de la Santé publique et de la Protection de l'environnement |           | Leendert Ginjaar | VVD   |
| Ministre pour les Affaires des Antilles néerlandaises                |           | Fons van der Stee | CDA   |